# Tabela równań termodynamicznych
Niniejsza strona stanowi zwięzłe zestawienie obowiązujących w termodynamice równań i wielkości.

## Wielkości
Zmienne sprzężone:
{\displaystyle p} – ciśnienie,
{\displaystyle V} – objętość,
{\displaystyle T} – temperatura,
{\displaystyle S} – entropia,
{\displaystyle \mu } – potencjał chemiczny,
{\displaystyle N} lub {\displaystyle n} – liczność materii wyrażona jako liczba cząstek lub moli.
Potencjały termodynamiczne:
{\displaystyle U} – energia wewnętrzna,
{\displaystyle A} – energia swobodna,
{\displaystyle H} – entalpia,
{\displaystyle G} – entalpia swobodna.
Własności materiałów:
{\displaystyle \rho } – gęstość,
{\displaystyle C_{V}} – pojemność cieplna (przy stałej objętości),
{\displaystyle C_{p}} – pojemność cieplna (przy stałym ciśnieniu),
{\displaystyle \beta _{T}} – izotermiczny współczynnik ściśliwości,
{\displaystyle \beta _{S}} – adiabatyczny współczynnik ściśliwości,
{\displaystyle \alpha } – współczynnik rozszerzalności cieplnej.
Inne zmienne konwencjonalne:
{\displaystyle w} – praca,
{\displaystyle q} – ciepło.
Stałe:
{\displaystyle k_{\mathrm {B} }} – stała Boltzmanna,
{\displaystyle R} – stała gazowa.
Niżej przedstawione równania ułożone są tematycznie

## Pierwsza zasada termodynamiki
{\displaystyle \mathrm {d} U=\delta q-\delta w}
Należy zwrócić uwagę, iż symbol {\displaystyle \delta } oznacza, że {\displaystyle q} i {\displaystyle w} nie są funkcjami stanu, a funkcjami procesu, gdzie {\displaystyle \delta q} and {\displaystyle \delta w} są różniczkami niezupełnymi.
W niektórych dziedzinach jak np. chemia fizyczna, dodatnia praca jest tradycyjnie rozumiana jako praca wykonana przez otoczenie nad układem, a pierwsza zasada jest wyrażona wówczas jako {\displaystyle \mathrm {d} U=\delta q+\delta w.}

## Entropia
{\displaystyle S=k(\ln \Omega )}
{\displaystyle \mathrm {d} S={\frac {\delta q}{T}}}

## Własności kwantowe
| {\displaystyle U=Nk_{\mathrm {B} }T^{2}\left({\frac {\partial \ln Z}{\partial T}}\right)_{V}}            |                                  |
| {\displaystyle S={\frac {U}{T}}+Nk_{\mathrm {B} }\ln Z}                                                  | cząstki rozpoznawalne            |
| {\displaystyle S={\frac {U}{T}}+Nk_{\mathrm {B} }\ln Z-Nk_{\mathrm {B} }\ln N+Nk_{\mathrm {B} }\quad {}} | cząstki nie dające się rozróżnić |
{\displaystyle Z_{\mathrm {t} }={\frac {(2\pi mk_{\mathrm {B} }T)^{\frac {3}{2}}V}{h^{3}}}}
{\displaystyle Z_{\mathrm {v} }={\frac {1}{1-\mathrm {e} ^{\frac {-h\omega }{2\pi k_{\mathrm {B} }T}}}}}
{\displaystyle Z_{\mathrm {r} }={\frac {2Ik_{\mathrm {B} }T}{\sigma ({\frac {h}{2\pi }})^{2}}}}
{\displaystyle \sigma =1\quad {}} wielojądrowy
{\displaystyle \sigma =2\quad {}} jednojądrowy
{\displaystyle N} jest liczbą cząstek, {\displaystyle Z} jest funkcją podziału, {\displaystyle h} jest stałą Plancka, {\displaystyle I} jest momentem bezwładności, {\displaystyle Z_{\mathrm {t} }} jest {\displaystyle Z_{\mathrm {transjacji} },} {\displaystyle Z_{\mathrm {v} }} jest {\displaystyle Z_{\mathrm {drgan} },} {\displaystyle Z_{\mathrm {r} }} jest {\displaystyle Z_{\mathrm {rotacji} }}

## Procesy kwazistatycznei procesy odwracalne
{\displaystyle \delta Q=C_{p}\mathrm {d} T+l_{v}\mathrm {d} _{v}=\mathrm {d} U+p\mathrm {d} V=T\mathrm {d} S}

## Pojemność cieplnaprzy stałym ciśnieniu
{\displaystyle C_{p}=\left({\frac {\partial U}{\partial T}}\right)_{p}+p\left({\frac {\partial V}{\partial T}}\right)_{p}=\left({\frac {\partial H}{\partial T}}\right)_{p}=T\left({\frac {\partial S}{\partial T}}\right)_{p}}

## Pojemność cieplnaprzy stałej objętości
{\displaystyle C_{V}=\left({\frac {\partial U}{\partial T}}\right)_{V}=T\left({\frac {\partial S}{\partial T}}\right)_{V}}

## Entalpia
{\displaystyle H\equiv U+pV=\mu N+TS}

## Energia swobodna
{\displaystyle A\equiv U-TS=\mu N-pV}

## Entalpia swobodna
{\displaystyle G\equiv U+pV-TS=H-TS=\mu N}

## Relacje Maxwella
{\displaystyle \left({\frac {\partial T}{\partial V}}\right)_{S,N}=-\left({\frac {\partial p}{\partial S}}\right)_{V,N}\qquad {}}
{\displaystyle \left({\frac {\partial T}{\partial p}}\right)_{S,N}=\left({\frac {\partial V}{\partial S}}\right)_{p,N}}
{\displaystyle \left({\frac {\partial T}{\partial V}}\right)_{p,N}=-\left({\frac {\partial p}{\partial S}}\right)_{T,N}\qquad {}}
{\displaystyle \left({\frac {\partial T}{\partial p}}\right)_{V,N}=\left({\frac {\partial V}{\partial S}}\right)_{T,N}}

## Procesy przyrostowe
{\displaystyle \mathrm {d} U=T\mathrm {d} S-p\mathrm {d} V+\mu \mathrm {d} N}
{\displaystyle \mathrm {d} A=-S\,\mathrm {d} T-p\,\mathrm {d} V+\mu \,\mathrm {d} N}
{\displaystyle \mathrm {d} G=-S\,\mathrm {d} T+V\,\mathrm {d} p+\mu \,\mathrm {d} N=\mu \,\mathrm {d} N+N\,\mathrm {d} \mu }
{\displaystyle \mathrm {d} H=T\,\mathrm {d} S+V\,\mathrm {d} p+\mu \,\mathrm {d} N}

## Ściśliwośćprzy stałej temperaturze
{\displaystyle K_{T}=-{\frac {1}{V}}\left({\frac {\partial V}{\partial p}}\right)_{T,N}}

## Inne związki
{\displaystyle \left({\frac {\partial S}{\partial U}}\right)_{V,N}={\frac {1}{T}}\qquad \qquad {}}
{\displaystyle \left({\frac {\partial S}{\partial V}}\right)_{N,U}={\frac {p}{T}}\qquad \qquad {}}
{\displaystyle \left({\frac {\partial S}{\partial N}}\right)_{V,U}=-{\frac {\mu }{T}}}
{\displaystyle \left({\frac {\partial T}{\partial S}}\right)_{V}={\frac {T}{C_{V}}}\qquad \qquad {}}
{\displaystyle \left({\frac {\partial T}{\partial S}}\right)_{p}={\frac {T}{C_{p}}}\qquad \qquad {}}
{\displaystyle -\left({\frac {\partial p}{\partial V}}\right)_{T}={\frac {1}{VK_{T}}}}

## Tabela równań dla gazu idealnego
{\displaystyle pV=nRT} (równanie Clapeyrona opisujące gaz idealny)
{\displaystyle pV^{m}=\mathrm {constant} } (równanie adiabaty we współrzędnych {\displaystyle (p,V)})
| | Stałe ciśnienie                                     | Stała objętość                                                  | Izoterma                                                                    | Adiabata                                                        |
| Zmienna | {\displaystyle \Delta p=0}                          | {\displaystyle \Delta V=0}                                      | {\displaystyle \Delta T=0}                                                  | {\displaystyle q=0}                                             |
| {\displaystyle m}                                                                                               | {\displaystyle 0}                                   | {\displaystyle \infty }                                         | {\displaystyle 1}                                                           | {\displaystyle \gamma ={\frac {C_{p}}{C_{V}}}}                  |
| Praca {\displaystyle {\begin{matrix}w=-\int _{V_{1}}^{V_{2}}pdV\end{matrix}}}                                   | {\displaystyle -p\left(V_{2}-V_{1}\right)}          | {\displaystyle 0}                                               | {\displaystyle -nRT\ln {\frac {V_{2}}{V_{1}}}}                              | {\displaystyle C_{V}\left(T_{2}-T_{1}\right)}                   |
| Pojemność cieplna, {\displaystyle C}                                                                            | {\displaystyle C_{p}=(5/2)nR}                       | {\displaystyle C_{V}=(3/2)nR}                                   | {\displaystyle C_{p}} or {\displaystyle C_{V}}                              | {\displaystyle C_{p}} or {\displaystyle C_{V}}                  |
| Energia wewnętrzna, {\displaystyle \Delta U={\frac {3}{2}}nR\Delta T}                                           | {\displaystyle q+w} {\displaystyle q_{p}+p\Delta V} | {\displaystyle q} {\displaystyle C_{V}\left(T_{2}-T_{1}\right)} | {\displaystyle 0} {\displaystyle q=-w}                                      | {\displaystyle w} {\displaystyle C_{V}\left(T_{2}-T_{1}\right)} |
| Entalpia, {\displaystyle \Delta H} {\displaystyle H=U+pV}                                                       | {\displaystyle C_{p}\left(T_{2}-T_{1}\right)}       | {\displaystyle q_{V}+V\Delta P}                                 | {\displaystyle 0}                                                           | {\displaystyle C_{p}\left(T_{2}-T_{1}\right)}                   |
| Entropia {\displaystyle {\begin{matrix}\Delta S=-\int _{T_{1}}^{T_{2}}{\frac {C}{T}}\mathrm {d} T\end{matrix}}} | {\displaystyle C_{p}\ln {\frac {T_{2}}{T_{1}}}}     | {\displaystyle C_{V}\ln {\frac {T_{2}}{T_{1}}}}                 | {\displaystyle nR\ln {\frac {V_{2}}{V_{1}}}} {\displaystyle {\frac {q}{T}}} | {\displaystyle 0}                                               |

## Inne użyteczne tożsamości
{\displaystyle \Delta U=q_{\mathrm {by} }+w_{\mathrm {on} }=q_{\mathrm {by} }-\int p_{\mathrm {ext} }\mathrm {d} V=q_{\mathrm {by} }-p_{\mathrm {ext} }\Delta V}
{\displaystyle H=U+pV}
{\displaystyle A=U-TS}
{\displaystyle G=H-TS=\sum _{i}\mu _{i}N_{i}}
{\displaystyle \mathrm {d} U\left(S,V,{n_{i}}\right)=T\mathrm {d} S-p\mathrm {d} V+\sum _{i}\mu _{i}\mathrm {d} N_{i}}
{\displaystyle \mathrm {d} H\left(S,p,n_{i}\right)=T\mathrm {d} S+V\mathrm {d} p+\sum _{i}\mu _{i}\mathrm {d} N_{i}}
{\displaystyle \mathrm {d} A\left(T,V,n_{i}\right)=-S\mathrm {d} T-p\mathrm {d} V+\sum _{i}\mu _{i}\mathrm {d} N_{i}}
{\displaystyle \mathrm {d} G\left(T,p,n_{i}\right)=-S\mathrm {d} T+V\mathrm {d} p+\sum _{i}\mu _{i}\mathrm {d} N_{i}}
{\displaystyle C_{V}=\left({\frac {\partial U}{\partial T}}\right)_{V}=T\left({\frac {\partial S}{\partial T}}\right)_{V}}
{\displaystyle C_{p}=\left({\frac {\partial H}{\partial T}}\right)_{p}}
{\displaystyle \mu _{JT}=\left({\frac {\partial T}{\partial p}}\right)_{H}}
{\displaystyle \kappa _{T}=-{\frac {1}{V}}\left({\frac {\partial V}{\partial p}}\right)_{T}}
{\displaystyle \alpha _{p}={\frac {1}{V}}\left({\frac {\partial V}{\partial T}}\right)_{p}}
{\displaystyle \left({\frac {\partial H}{\partial p}}\right)_{T}=V-T\left({\frac {\partial V}{\partial T}}\right)_{p}}
{\displaystyle \left({\frac {\partial U}{\partial V}}\right)_{T}=T\left({\frac {\partial p}{\partial T}}\right)_{V}-p}
{\displaystyle H=-T^{2}\left({\frac {\partial \left(G/T\right)}{\partial T}}\right)_{p}}
{\displaystyle U=-T^{2}\left({\frac {\partial \left(A/T\right)}{\partial T}}\right)_{V}}

### Dowód #1
Jest to przykład wykorzystujący wyżej przedstawioną metodę:
{\displaystyle \left({\frac {\partial T}{\partial p}}\right)_{H}=-{\frac {1}{C_{p}}}\left({\frac {\partial H}{\partial p}}\right)_{T}}
{\displaystyle \left({\frac {\partial T}{\partial p}}\right)_{H}\left({\frac {\partial p}{\partial H}}\right)_{T}\left({\frac {\partial H}{\partial T}}\right)_{p}=-1}
{\displaystyle \left({\frac {\partial T}{\partial p}}\right)_{H}=-\left({\frac {\partial H}{\partial p}}\right)_{T}\left({\frac {\partial T}{\partial H}}\right)_{P}}
{\displaystyle ={\frac {-1}{\left({\frac {\partial H}{\partial T}}\right)_{p}}}\left({\frac {\partial H}{\partial p}}\right)_{T};} {\displaystyle C_{p}=\left({\frac {\partial H}{\partial T}}\right)_{p}}
{\displaystyle \Rightarrow \left({\frac {\partial T}{\partial p}}\right)_{H}=-{\frac {1}{C_{p}}}\left({\frac {\partial H}{\partial p}}\right)_{T}}

### Dowód #2
Inny przykład:
{\displaystyle C_{V}=T\left({\frac {\partial S}{\partial T}}\right)_{V}}
{\displaystyle U=q+w}
{\displaystyle \mathrm {d} U=\delta q_{\mathrm {rev} }+\delta w_{\mathrm {rev} };\mathrm {d} S={\frac {\delta q_{\mathrm {rev} }}{T}},\delta w_{\mathrm {rev} }=-p\mathrm {d} V}
{\displaystyle =T\mathrm {d} S-p\mathrm {d} V}
{\displaystyle \left({\frac {\partial U}{\partial T}}\right)_{V}=T\left({\frac {\partial S}{\partial T}}\right)_{V}-p\left({\frac {\partial V}{\partial T}}\right)_{V};C_{V}=\left({\frac {\partial U}{\partial T}}\right)_{V}}
{\displaystyle \Rightarrow C_{V}=T\left({\frac {\partial S}{\partial T}}\right)_{V}}